# Mantidactylus zolitschka
A Mantidactylus zolitschka  a kétéltűek (Amphibia) osztályába és  a békák (Anura) rendjébe, az aranybékafélék (Mantellidae) családjába, az Ochthomantis alnembe tartozó faj. 

## Előfordulása
Madagaszkár endemikus faja. A sziget keleti részén, An'Ala környékén, 850 m-es tengerszint feletti magasságban honos.

## Nevének eredete
A faj nevét Joachim Zolitschka családjának tiszteletére kapta a tudományos kutatás számára a Biopat programon keresztül nyújtott pénzügyi támogatásukért. 

## Megjelenése
Kis méretű Mantidactylus faj. A hímek mérete 29–31 mm, a nőstényeké 34–38 mm. Mellső lábán nincs úszóhártya. Hasonlít a Mantidactylus femoralis fajhoz, de annál kisebb.

## Természetvédelmi helyzete
A vörös lista a súlyosan veszélyeztetett fajok között tartja nyilván. Egyetlen védett területen sem figyelték meg. Egyetlen élőhelyén súlyos erdőirtást végeztek.